# Green Spur
Der Green Spur (englisch für Grüner Sporn) ist ein grünlich gefärbter Felssporn im Südosten der Anvers-Insel im Palmer-Archipel vor der Westküste der Antarktischen Halbinsel. Er zweigt vom Copper Peak ab.
Die erste Sichtung geht vermutlich auf Teilnehmer der Belgica-Expedition (1897–1899) unter der Leitung des belgischen Polarforschers Adrien de Gerlache de Gomery zurück. Der deskriptive Name des Felssporns ist erstmals auf einer Landkarte aus dem Jahr 1927 verzeichnet, die im Zuge der britischen Discovery Investigations entstand.